# Jan Schokker
Jan Schokker (1 maart 1956) is een voormalig Nederlands voetballer. Hij stond in het Nederlandse betaalde voetbal zijn gehele carrière onder contract bij FC Volendam.
De verdediger maakte in zijn dertienjarige loopbaan bij Volendam drie promoties mee naar de Eredivisie: in 1977, 1983 en 1987. En ook twee degradaties: in 1979 en 1985. 
Hij speelde 235 competitieduels in het eerste elftal waarin hij negen keer scoorde. 

## Wedstrijdstatistieken
| Seizoen | Club        | Competitie     | wed. | goals |
| ------- | ----------- | -------------- | ---- | ----- |
| 1975/76 | FC Volendam | Eerste divisie | 14   | 1     |
| 1976/77 | FC Volendam | Eerste divisie | 4    | 0     |
| 1977/78 | FC Volendam | Eredivisie     | 0    | 0     |
| 1978/79 | FC Volendam | Eredivisie     | 9    | 1     |
| 1979/80 | FC Volendam | Eerste divisie | 9    | 0     |
| 1980/81 | FC Volendam | Eerste divisie | 24   | 1     |
| 1981/82 | FC Volendam | Eerste divisie | 28   | 1     |
| 1982/83 | FC Volendam | Eerste divisie | 26   | 2     |
| 1983/84 | FC Volendam | Eredivisie     | 32   | 1     |
| 1984/85 | FC Volendam | Eredivisie     | 27   | 0     |
| 1985/86 | FC Volendam | Eerste divisie | 35   | 1     |
| 1986/87 | FC Volendam | Eerste divisie | 23   | 1     |
| 1987/88 | FC Volendam | Eredivisie     | 4    | 0     |